# Robert Wagner (politiker)
Robert Heinrich Wagner, född 13 oktober 1895 i Lindach (en del av nuvarande Eberbach), död 14 augusti 1946 på Fort Ney nära Belfort, var en tysk nazistisk politiker. Wagner var från 1925 Gauleiter (från 1933 även Reichsstatthalter) i Baden. Från 1940 till 1945 var han chef för civilförvaltningen i det av Nazityskland ockuperade Elsass (franska Alsace).
Wagner lärde känna Adolf Hitler 1923 och deltog i dennes ölkällarkupp i München i november samma år. 
Efter andra världskriget ställdes Wagner inför en fransk militärdomstol och dömdes till döden för krigsförbrytelser och brott mot mänskligheten. Han avrättades genom arkebusering.

## Biografi

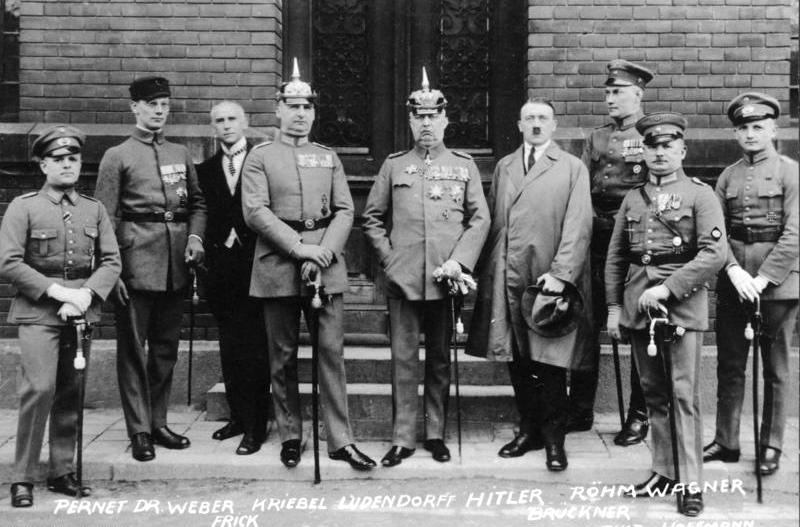
Robert Wagner (längst till höger) efter den rättegång som följde på Adolf Hitlers ölkällarkupp 1923.

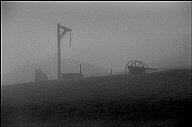
Natzweiler-Struthof.

Robert Heinrich Wagner föddes som Robert Heinrich Backfisch. Hans far, Johann Peter Backfisch, var lantbrukare. Vid 21 års ålder antog sonen sin mors efternamn som ogift, Wagner.
Vid första världskriget utbrott 1914 avbröt Wagner sin lärarutbildning i Heidelberg och tog värvning i den tyska armén. Från 1914 till 1918 stred Wagner på västfronten och deltog vid flera kända slag, däribland Champagne (1915), Loretto (1915), Verdun (1916) och Somme (1916). Tack vare sin skicklighet att kommendera steg Wagner tämligen snabbt i graderna; vid krigets slut var han löjtnant. Den tyska kapitulationen upplevde Wagner som ett förräderi mot de tyska trupperna och omfattade senare den så kallade dolkstötslegenden. Wagner närde ett hat mot dem som hade undertecknat kapitulationen i november 1918, de så kallade novemberförbrytarna, samt mot vänsteranhängare och desertörer.
Det rådde stor oro på den politiska scenen i Tyskland efter första världskriget. I mars 1920 ändrade den tyska riksdagen landets skattesystem, vilket ledde till protester från arbetarklassen. I bland annat Mannheim utbröt oroligheter, och Wagner som hade anslutit sig till en frivilligbataljon, deltog i kväsandet av dessa. År 1923 skrev Wagner in sig på den tidens främsta officersutbildning i Tyskland, Zentrale Infanterieschule der Reichswehr, i München, där han lärde känna Adolf Hitler och Erich Ludendorff. 

### Ölkällarkuppen
Tyskland hade ålagts ett stort krigsskadestånd efter första världskriget, och för att säkerställa att kravet efterlevdes ockuperade franska och belgiska styrkor Ruhrområdet i januari 1923. Den tyska avskyn mot ockupationen ledde till strejker och sabotagedåd. De socioekonomiska förhållandena i Tyskland förvärrades, och missnöjet jäste bland befolkningen. Hitler ville utnyttja denna situation och genom en statskupp gripa makten. Den 8 november 1923 grep Hitler och hans anhängare, däribland Robert Wagner, tillfället när den bayerske ministerpresidenten Gustav von Kahr talade i Bürgerbräukeller i München. Kuppen misslyckades dock, och kuppmännen arresterades inom kort. Hitlers parti, NSDAP, förbjöds, och i slutet av februari 1924 inleddes rättegången mot de sammansvurna, förutom Hitler, bland andra Ludendorff, Wagner, Ernst Röhm och Wilhelm Frick. Wagner dömdes för högförräderi till ett år och tre månaders fängelse att avtjänas på Landsbergs fästning. För sitt deltagande i ölkällarkuppen i november 1923 och för sin lojalitet mot Hitler förärades Wagner 1934 med Blodets orden.
Efter frigivningen grundade Wagner så småningom NSDAP i Baden, NSDAP Gau Baden, och engagerade sig intensivt i partiets organisation och som politisk talare. Wagner lade även stor vikt vid partiets propaganda och lät grunda en partitidning, från 1927 benämnd Der Führer, för distriktet Baden. Under och efter Ruhrockupationen (1923–1925) publicerade Wagner starkt franskfientliga artiklar.

### Parlamentsledamot
Det nygrundade NSDAP kom från 1927 att stärka sin ställning i Baden och fick 7% av rösterna vid lantdagsvalen 1929. Detta innebar, att Wagner kunde ta plats i lantdagen och därmed åberopa sin parlamentariska immunitet. Wagner intresserade sig dock föga för politiska debatter, utan värdesatte istället främst de fördelar som följde med att vara parlamentsledamot, till exempel olika traktamenten och fria resor på Reichsbahn.

### NSDAP tar över
Den 30 januari 1933 utnämnde den åldrade rikspresidenten Paul von Hindenburg Hitler till tysk rikskansler, och maktövertagandet var ett faktum. Wagner, sedan 1925 Gauleiter i Baden, utsågs den 5 maj 1933 till Reichsstatthalter för samma distrikt. Efter Hitlers maktövertagande lät Wagner trappa upp terrorn mot politiskt oliktänkande. I mars 1933 gjorde polisen en husrannsakan hos SPD-politikern och lantdagsledamoten Christian Daniel Nussbaum som då sköt ihjäl två polismän. Detta dåd tog Wagner som förevändning för att intensifiera terrorn mot politiker tillhöriga SPD eller KPD och skickade flera av dem till koncentrationsläger. SPD förbjöds av nazisterna i juni 1933. I mars 1934 fördes den judiske SPD-politikern Ludwig Marum till koncentrationslägret Kislau i närheten av Karlsruhe och mördades av Gestapo, med Wagners goda minne.
Den 7 april 1933 antogs i Nazityskland "Lagen om återställande av professionell civilförvaltning" (tyska Gesetz zur Wiederherstellung des Berufsbeamtentums), vilken innebar att statliga ämbetsmän av judisk härkomst eller som var politiskt oliktänkande skulle avskedas från sina tjänster. Lagen, som utformades av bland andra riksinrikesminister Wilhelm Frick, utgjorde den första antijudiska lagen som antogs i Nazityskland. Denna lag var en föraning av de mera omfattande Nürnberglagarna som kom att antas 1935.
Under den så kallade Kristallnatten 9–10 november 1938 gav Wagner sina nazistiska partikamrater fria tyglar i Karlsruhe. Wagner avstyrde personligen flera försök att förhindra nedbrännandet av en av Karlsruhes synagogor. Wagner vinnlade sig även om att arisera judiska företag.

### Wagner under andra världskriget
Den 10 maj 1940 inledde Nazityskland Fall Gelb, anfallet på Benelux och Frankrike, och den 25 juni kapitulerade Frankrike formellt. Den 2 augusti 1940 utsågs Wagner till chef för civilförvaltningen i det ockuperade Elsass och kunde då förverkliga sina antisemitiska planer. Tillsammans med chefen för civilförvaltningen i Lothringen, Josef Bürckel, satte han i oktober 1940 den så kallade Wagner-Bürckel-Aktion i verket. Drygt 6 500 judar från Baden och Saarland och flera tusen från Elsass deporterades till interneringslägret Gurs i Pyrénées-Atlantiques i sydvästra Frankrike. De flesta av de deporterade judarna fördes 1942 via lägret i Rivesaltes till Auschwitz och Majdanek för att mördas.
Wagners försök att helt germanisera Elsass misslyckades, trots att han lät utvisa minst 100 000 personer. Från och med 1942 förbjöd Nazityskland utvandring för arier; man ville att "det tyska blodet" skulle förbli inom tyskt territorium. Wagner lät även tvångsrekrytera omkring 17 000 Elsass-invånare; antingen skulle de tas i anspråk av den tyska riksarbetstjänsten för arbete inom den tyska vapenindustrin eller strida i den tyska armén, Wehrmacht. Wagner förordnade om förbud mot det franska språket, och om att orts- och gatunamn skulle bli tyska. Till exempel ändrades Fort-Louis till Ludwigsfeste.
I augusti 1942 införde Wagner allmän värnplikt för samtliga vapenföra elsassiska män; detta stred mot folkrätten. Wagner styrde Elsass med järnhand och införde 1943 så kallat Sippenhaft, vilket innebar att familjemedlemmar eller nära släktingar till vapenvägrare eller desertörer riskerade straff. De elsasser, som vägrade strida för Nazityskland, riskerade att deporteras till koncentrationsläger, till exempel Neuengamme. Omkring 100 000 elsassiska män stred för Hitler. Av dessa stupade cirka 20 000 i strid, cirka 22 000 rapporterades saknade, och cirka 10 000 sårades allvarligt.
I Elsass inrättade Wagner flera koncentrationsläger, bland andra Natzweiler-Struthof, i vilket omkring 25 000 interner dukade under, och Sicherungslager Schirmeck-Vorbruck på gränsen till Lothringen. I egenskap av chef för civilförvaltningen var Wagner högste ansvarig för förhållandena i dessa läger.

### Flykt och rättegång
Den 6 juni 1944 landsteg de allierade i Normandie och inledde frammarschen mot Berlin. I slutet av augusti befriades Paris från de tyska ockupanterna, och i november kom turen till Elsass och Strasbourg. Inom kort stod de allierade vid Rhen. Som Gauleiter och riksståthållare tvingade Wagner sina underlydande till "motstånd till sista kökskniven". De vapenföra män, som deserterade och flydde, bestraffades med döden. I krigets slutskede antog Wagner falsk identitet och arbetade som dräng på en lantgård. Då han fick kännedom om sin frus död, överlämnade han sig till amerikanska soldater, som utlämnade honom till franska myndigheter.
Den 23 april 1946 ställdes Robert Wagner och sju andra politiker och ämbetsmän inför en fransk militärdomstol i Strasbourg, åtalade för krigsförbrytelser och brott mot mänskligheten. De övriga sju var Hermann Röhn (ställföreträdande Gauleiter), Adolf Schuppel (avdelningschef inom civilförvaltningen), Walter Gädecke (avdelningschef inom civilförvaltningen), Hugo Grüner (distriktsledare i Thann), Ludwig Luger (åklagare vid specialdomstolen i Strassburg), Ludwig Semar (åklagare vid specialdomstolen i Strassburg) och Richard Huber (ordförande för specialdomstolen i Strassburg). Domarna föll den 3 maj; Wagner dömdes till döden. Domstolen ansåg det vara bevisat, att Wagner hade beordrat massfördrivning av fransmän från Elsass i syfte att germanisera området. Han hade inrättat lägren Natzweiler-Struthof och Schirmeck samt övat ett avsevärt inflytande över specialdomstolen i Strasbourg, som avkunnade många dödsdomar. Wagner avrättades genom arkebusering den 14 augusti 1946 på Fort Ney nära Belfort. Hans sista ord var: "Leve Stortyskland, leve Adolf Hitler, leve nationalsocialismen".